# Бримсон, Дуги
Дуглас «Дуги» Бримсон (англ. Dougie Brimson; род. в 1959, Великобритания) — британский писатель

, сценарист и инженер.
Тематика книг — футбольный хулиганизм и причина этого явления.

## Биография
По образованию — инженер. 18 лет прослужил в рядах военно-воздушных сил Великобритании. Участвовал в боевых действиях на Фолклендах (1982) и в Ираке (1991).
Первую книгу написал в 1996 году в соавторстве со своим братом Эдди Бримсоном. Она была опубликована под названием «Куда бы мы ни ехали». В дальнейшем дуэт Бримсонов опубликовал книги «Англия, моя Англия» (1996), «Столичное возмездие» (1997), «Дни дерби» (1998).
Первое самостоятельное произведение Дуги Бримсона вышло в 1998 году под названием «Всё о футболе для настоящих мужчин». Книга была написана в жанре пародии. В 1999 году увидел свет триллер «Команда», написанный уже как художественное произведение. В 2000 году была издана «Бешеная армия» (Barmy Army). Книга вышла в печать накануне чемпионата Европы 2000 года и повысила интерес прессы и общественности к проблеме футбольных хулиганов. В следующем году было написано продолжение «Команды», вышедшее под названием «Самый крутой» («Top Dog»). В 2005 году Дуги Бримсон написал сценарий к фильму «Хулиганы», главную роль в котором сыграл Элайджа Вуд. Всю свою сознательную жизнь болеет за футбольный клуб «Уотфорд».

### Переведенное на русский язык
- «Куда бы мы ни ехали» (англ. Everywhere We Go: Behind the Matchday Madness) — 1996, 2006

— это дебютная работа двух писателей — Дуги и Эдди Бримсонов.
- «Англия, моя Англия» (англ. England, My England: The Trouble with the National Football Team) — 1996
- «Высшая мера» (англ. Capital Punishment: London’s Violent Football Following) — 1997
- «Всё о футболе для настоящих мужчин» (англ. The Geezers' Guide to Football: A Lifetime of Lads and Lager) — 1998
- «Дни дерби» (англ. Derby Days: Local Football Rivalries and Feuds) — 1998
- «Кое-что о Билли» (англ. Billy's Log) — 1998, 2007
- «Команда» (англ. The Crew) — 1999
- «Бешеная армия» (англ. Barmy Army: The Changing Face of Football Violence) — 2000
- «Самый крутой» (англ. Top Dog) — 2001
- «Фанаты» (англ. Eurotrashed: The Rise and Rise of Europe’s Football Hooligans) — 2003
- «Убийцы футбола» (англ. Kicking Off: Why Hooliganism and Racism Are Killing Football) — 2006
- «Восстание фанатов»(англ. Rebellion: The Growth of Football’s Protest Movement) — 2006
- «Марш хулиганов»(англ. March of the Hooligans: Soccer’s Bloody Fraternity) — 2009
- "Крылья воробья" (англ. "Wings of a Sparrow", 2012) - вышла в издательстве "Амфора" в августе 2013 года.